# Crank That (Soulja Boy)
Crank That (Soulja Boy) är den Grammy-nominerade debutsingeln av rapparen Soulja Boy Tell 'Em. På tidningen Rolling Stones lista över 2007 års bästa låtar, hamnade låten på plats 21. 
I Set My Friends On Fire har gjort en cover på låten, i Hardcore-stil.

## Listplaceringar
| Lista (2007/2008)                    | List- position |
| ------------------------------------ | -------------- |
| Australien                           | 3              |
| Kanada                               | 5              |
| Frankrike                            | 29             |
| Irland                               | 3              |
| Nya Zeeland                          | 2              |
| Storbritannien                       | 2              |
| U.S. Billboard Hot 100               | 1              |
| U.S. Billboard Hot R&B/Hip-Hop Songs | 3              |
| U.S. Billboard Hot Rap Tracks        | 1              |
| U.S. Billboard Pop 100               | 2              |